# 摩澤爾河

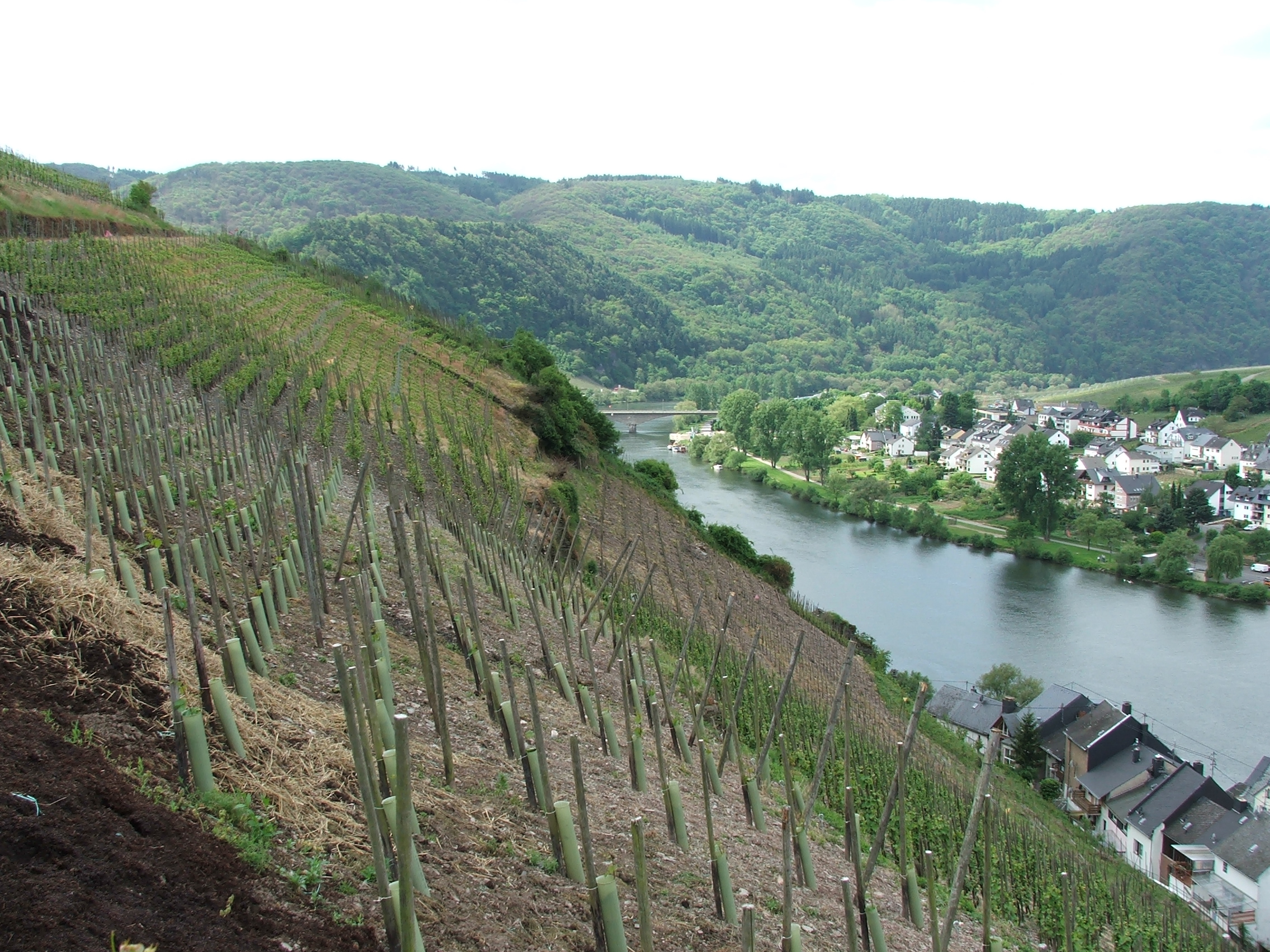
摩泽尔河畔陡峭山坡上的葡萄园

摩泽尔河（發音：[mɔzɛl] ⓘ，發音：[ˈmoːzl̩] ⓘ，發音：[ˈmuzəl]），也譯摩塞爾河、莫泽河，是萊茵河在德国境内第二大支流，仅次于阿勒河。也是仅次于莱茵河的德国第二大航运河流。為著名葡萄酒產區之一。

## 地理
河流起源于法国东北部孚日山脉西坡（海拔715米），西北流经卢森堡，在德国的科布伦茨的德意志角汇入莱茵河。流经法国的洛林，德国的萨尔等大工业区。长544公里（法国境内200公里），可通航长度392.1公里。

## 葡萄酒产区
位于德国科布伦茨和特里尔之间的摩泽尔河谷以葡萄种植闻名，而且对这一地区的经济有重要影响。河谷向阳的一侧布满葡萄农家、知名的葡萄种植区、葡萄酒小酒店和文化史景点。蜿蜒曲折的河谷两岸是陡峭的爬满葡萄藤蔓的斜坡。古罗马人和凯尔特人从一开始就意识到摩泽尔河的天然优势，两千年前就开始在河谷峭壁上种植了第一批葡萄。现在，当人们一提到摩泽尔的白葡萄酒，立刻就会想起高雅、爽口、纯正而又果味浓郁的雷司令葡萄酒。
摩泽尔地区的葡萄种植山非常陡峭，高380米、65度倾角的布雷默卡尔蒙特葡萄山（Bremmer Calmont）是欧洲葡萄种植山中最陡峭的山。洪斯吕克山脉和艾费尔山脉之间河谷地带酒乡风光极其壮美。由于这里的地理条件得天独厚，摩泽尔河的水面可以反射阳光，陡峭的页岩斜坡能够吸收热量，所以这里生长的果味浓郁的雷司令葡萄品质极高。